# Inger Kragh
Inger Kragh   (27 de juny de 1915 - 29 de novembre de 2004), coneguda també amb el seu nom de casada Inger Nordbø, va ser una nedadora i saltadora danesa de naixement, però nacionalitzada noruega el 1935, que va competir durant les dècades de 1930 i 1940.
El 1936 va prendre part en els Jocs Olímpics de Berlín, on disputà les dues proves del programa de salts. En ambdues finalitzà més enllà de la desena posició. El 1948, una vegada finalitzada la Segona Guerra Mundial, va disputar els Jocs de Londres, on novament disputà les dues proves del programa de salts. En el seu palmarès destaca la medalla de bronze en els 200 metres braça al Campionat d'Europa de natació de 1934.